# Serie B de Ecuador 2019
El Campeonato Ecuatoriano de Fútbol Serie B 2019, llamado oficialmente «LigaPro Banco Pichincha Pymes Serie B 2019» por motivos de patrocinio, fue la cuadragésima segunda (42.ª) edición de la Serie B del fútbol profesional ecuatoriano y la primera (1.ª) bajo la denominación de LigaPro. El torneo fue organizado por la Liga Profesional de Fútbol del Ecuador y consistió de un sistema de 3 etapas. La primera y segunda etapa se desarrollaron con un sistema de todos contra todos. Los cuatro equipos que terminaron primeros en la tabla acumulada clasificaron a los play-offs por el ascenso a la Serie A de la siguiente temporada. Comenzó a disputarse el 1 de marzo y finalizó el 14 de diciembre.
Orense Sporting Club de la ciudad de Machala consiguió su primer título en la categoría y debutará en la Serie A del fútbol ecuatoriano en la temporada 2020. Mientras que Liga Deportiva Universitaria de Portoviejo fue el subcampeón del torneo y regresa tras 10 temporadas a la máxima categoría.

## Sistema de juego
El Campeonato Nacional Serie B 2019 estuvo compuesto de 3 etapas, se jugó con una nueva modalidad con respecto a temporadas pasadas.
El Campeonato Ecuatoriano de la Serie B 2019, según lo establecido por la LigaPro, fue jugado por 10 equipos que se disputaron el ascenso en tres etapas. En total se jugaron 36 fechas que iniciaron en marzo, además de la etapa de play-offs.
La primera etapa se jugó todos contra todos (18 fechas).
La segunda etapa se jugó de igual manera que la primera todos contra todos (18 fechas).
Concluidas las 36 fechas del torneo los 4 primeros de la tabla general clasificaron a la tercera etapa o play-offs, la cual sirvió para determinar los dos equipos que ascendieron a la Serie A de 2020. y para proclamar el «campeón nacional» y consistió en partidos ida y vuelta desde semifinales y final de la siguiente manera:
- 1.er lugar vs. 4.° lugar
- 2.° lugar vs. 3.er lugar

El descenso fue para los dos últimos equipos con puntaje negativo en la tabla acumulada al concluirse las 36 fechas, perdieron la categoría y disputaron la Segunda Categoría en la temporada 2020.

## Relevo anual de clubes
| Pos. | Descendidos de la Serie A |
| ---- | ------------------------- |
| 11.ª | El Nacional               |
| 12.ª | Guayaquil City            |

| Pos. | Ascendidos de la Serie B |
| ---- | ------------------------ |
| 1.ª  | Mushuc Runa              |
| 2.ª  | América de Quito         |
| 3.ª  | Fuerza Amarilla          |
| 4.ª  | Olmedo                   |

| Pos. | Descendidos de la Serie B |
| ---- | ------------------------- |
| 11.ª | Gualaceo                  |
| 12.ª | Clan Juvenil              |

| Pos. | Ascendidos de la Segunda Categoría |
| ---- | ---------------------------------- |
| 1.ª  | Independiente Juniors              |
| 2.ª  | Atlético Porteño                   |

## Equipos participantes
Los estadios para la temporada 2019, página oficial FEF.
| Nombre del club                            | Ciudad        | Entrenador          | Estadio                                             | Capacidad            | Marca           | Patrocinador                                                      |
| ------------------------------------------ | ------------- | ------------------- | --------------------------------------------------- | -------------------- | --------------- | ----------------------------------------------------------------- |
| Club Atlético Porteño                      | Salinas       | Washington Espinoza | Ver listaMonumental Banco Pichincha Pablo Sandiford | Ver lista57 267 2000 | Astro           | Sin patrocinador                                                  |
| Club Atlético Santo Domingo                | Santo Domingo | Héctor González     | Olímpico de Santo Domingo                           | 10 172               | Nor & Lu        | Ver lista GAD Municipal de Santo Domingo Restaurante La Higuerita |
| Club Deportivo Clan Juvenil                | Sangolquí     | Renato Salas        | General Rumiñahui                                   | 7233                 | Spyro           | Goalinter                                                         |
| Gualaceo Sporting Club                     | Gualaceo      | Oswaldo Morelli     | Gerardo León Pozo                                   | 3171                 | Joma            | GAD Municipal de Gualaceo                                         |
| Club Deportivo Independiente Juniors       | Latacunga     | Juan Carlos León    | La Cocha                                            | 15 200               | Marathon Sports | Ver lista Chery Aceite Palma de Oro                               |
| Liga Deportiva Universitaria de Loja       | Loja          | Flavio Robatto      | Reina del Cisne                                     | 13 359               | Spyro           | Banco de Loja                                                     |
| Liga Deportiva Universitaria de Portoviejo | Portoviejo    | Rubén Darío Insúa   | Reales Tamarindos                                   | 21 000               | Boman           | Ver lista Banco del Pacífico GolTV                                |
| Manta Fútbol Club                          | Manta         | Juan Pablo Garcés   | Jocay                                               | 18 125               | Astro           | Atún Isabel                                                       |
| Orense Sporting Club                       | Machala       | Humberto Pizarro    | 9 de Mayo                                           | 16 456               | JMP Sport       | Incarpalm                                                         |
| Club Deportivo y Social Santa Rita         | Vinces        | Ricardo Merchancano | 14 de Junio                                         | 3000                 | Yeliyan         | Sin patrocinador                                                  |

## Equipos por ubicación geográfica
| Provincia                      | N.º | Equipos                      |
| ------------------------------ | --- | ---------------------------- |
| Manabí                         | 2   | - Liga de Portoviejo - Manta |
| Azuay                          | 1   | - Gualaceo                   |
| Cotopaxi                       | 1   | - Independiente Juniors      |
| El Oro                         | 1   | - Orense                     |
| Loja                           | 1   | - Liga de Loja               |
| Los Ríos                       | 1   | - Santa Rita                 |
| Pichincha                      | 1   | - Clan Juvenil               |
| Santa Elena                    | 1   | - Atlético Porteño           |
| Santo Domingo de los Tsáchilas | 1   | - Atlético Santo Domingo     |

| Manta FC Liga de Portoviejo Atlético Santo Domingo Liga de Loja Gualaceo SC Clan Juvenil Independiente Jrs. Orense SC Santa Rita Atlético Porteño |

## Cambio de entrenadores
| Equipo           | Pos. | Entrenador saliente | Último partido                            | Fecha | Entrenador sucesor  | Fecha debut | Ref.          |
| ---------------- | ---- | ------------------- | ----------------------------------------- | ----- | ------------------- | ----------- | ------------- |
| Clan Juvenil     | 12   | Diego Torres        | Atlético Santo Domingo 2 : 0 Clan Juvenil | 6.ª   | Renato Salas        | 7.ª         |               |
| Gualaceo         | 7    | Jorge Alfonso       | Gualaceo 0 : 1 Independiente Juniors      | 6.ª   | Oswaldo Morelli     | 8.ª         | [ 12 ]        |
| Liga de Loja     | 8    | Nelson Videla       | Liga de Loja 0 : 1 Gualaceo               | 8.ª   | Geovanny Ruiz       | 9.ª         | [ 13 ] [ 14 ] |
| Atlético Porteño | 5    | Carlos Asanza       | Atlético Porteño 2 : 0 Clan Juvenil       | 11.ª  | Fabián Frías        | 13.ª        | [ 15 ]        |
| Liga de Loja     | 8    | Geovanny Ruiz       | Clan Juvenil 0 : 3 Liga de Loja           | 15.ª  | Flavio Robatto      | 18.ª        | [ 16 ] [ 17 ] |
| Atlético Porteño | 8    | Fabián Frías        | Atlético Porteño 1 : 2 Manta              | 24.ª  | Washington Espinoza | 25.ª        |               |
| Manta            | 3    | Pablo Saucedo       | Manta 2 : 3 Gualaceo                      | 35.ª  | Juan Pablo Garcés   | 36.ª        | [ 18 ] [ 19 ] |

## Primera etapa

### Clasificación
| Pos. | Equipo                 | Pts. | PJ | G  | E | P  | GF | GC | Dif. |  |
| ---- | ---------------------- | ---- | -- | -- | - | -- | -- | -- | ---- |  |
| 1    | Independiente Juniors  | 39   | 18 | 12 | 3 | 3  | 27 | 14 | +13  |  |
| 2    | Santa Rita             | 35   | 18 | 9  | 8 | 1  | 20 | 10 | +10  |  |
| 3    | Orense                 | 34   | 18 | 10 | 4 | 4  | 28 | 12 | +16  |  |
| 4    | Manta                  | 31   | 18 | 8  | 7 | 3  | 25 | 14 | +11  |  |
| 5    | Liga de Portoviejo     | 27   | 18 | 6  | 9 | 3  | 19 | 9  | +10  |  |
| 6    | Atlético Santo Domingo | 24   | 18 | 7  | 3 | 8  | 18 | 20 | −2   |  |
| 7    | Atlético Porteño       | 23   | 18 | 5  | 8 | 5  | 17 | 15 | +2   |  |
| 8    | Gualaceo               | 18   | 18 | 4  | 6 | 8  | 15 | 17 | −2   |  |
| 9    | Liga de Loja           | 12   | 18 | 3  | 3 | 12 | 17 | 32 | −15  |  |
| 10   | Clan Juvenil           | 0    | 18 | 0  | 1 | 17 | 5  | 48 | −43  |  |

 Fuente: LigaPro
Notas:
1. ↑  Al Club Clan Juvenil se le restaron 7 puntos, de los cuales 3 puntos son debido a una sanción de la Cámara de Mediación y Resolución de Disputas de la FEF[20] y 4 puntos debido al incumplimiento en la entrega de roles y/o planillas de aportes al IESS.[21] Además por problemas administrativos y económicos perdió la categoría.

|  | Perdió la categoría. |

### Evolución de la clasificación
| Equipo                 | 01 | 02 | 03 | 04 | 05 | 06 | 07 | 08 | 09 | 10 | 11 | 12 | 13 | 14 | 15 | 16 | 17 | 18 |
| ---------------------- | -- | -- | -- | -- | -- | -- | -- | -- | -- | -- | -- | -- | -- | -- | -- | -- | -- | -- |
| Independiente Juniors  | 5  | 4  | 3  | 1  | 4  | 3  | 3  | 2  | 1  | 3  | 1  | 1  | 1  | 1  | 1  | 1  | 1  | 1  |
| Santa Rita             | 7  | 3  | 4  | 4  | 3  | 2  | 2  | 1  | 2  | 1  | 2  | 2  | 2  | 3  | 3  | 3  | 3  | 2  |
| Orense                 | 2  | 2  | 1  | 2  | 1  | 1  | 1  | 3  | 3  | 2  | 3  | 3  | 3  | 2  | 2  | 2  | 2  | 3  |
| Manta                  | 6  | 7  | 5  | 6  | 5  | 5  | 5  | 5  | 5  | 4  | 4  | 4  | 4  | 4  | 4  | 4  | 4  | 4  |
| Liga de Portoviejo     | 1  | 1  | 2  | 3  | 2  | 4  | 4  | 4  | 4  | 5  | 6  | 6  | 7  | 7  | 6  | 6  | 5  | 5  |
| Atlético Santo Domingo | 8  | 8  | 9  | 9  | 9  | 9  | 9  | 9  | 8  | 7  | 7  | 7  | 6  | 6  | 7  | 7  | 7  | 6  |
| Atlético Porteño       | 4  | 6  | 8  | 8  | 8  | 8  | 6  | 6  | 6  | 6  | 5  | 5  | 5  | 5  | 5  | 5  | 6  | 7  |
| Gualaceo               | 9  | 9  | 6  | 7  | 7  | 7  | 7  | 7  | 7  | 8  | 8  | 8  | 8  | 8  | 9  | 8  | 8  | 8  |
| Liga de Loja           | 3  | 5  | 7  | 5  | 6  | 6  | 8  | 8  | 9  | 9  | 9  | 9  | 9  | 9  | 8  | 9  | 9  | 9  |
| Clan Juvenil           | 10 | 10 | 10 | 10 | 10 | 10 | 10 | 10 | 10 | 10 | 10 | 10 | 10 | 10 | 10 | 10 | 10 | 10 |

### Resultados
- Los horarios corresponden al huso horario de Ecuador: (UTC-5).

| Manta        | 0 - 0 Archivado el 6 de marzo de 2019 en Wayback Machine. | Independiente Juniors  | Jocay           | 1 de marzo | 15:00     | Gol TV    |
| Liga de Loja | 3 - 2 Archivado el 6 de marzo de 2019 en Wayback Machine. | Atlético Santo Domingo | Reina del Cisne | 1 de marzo | 19:30     | –         |
| Orense       | 2 - 0 Archivado el 6 de marzo de 2019 en Wayback Machine. | Gualaceo               | 9 de Mayo       | 2 de marzo | 15:00     | –         |
| Santa Rita   | 0 - 0 Archivado el 6 de marzo de 2019 en Wayback Machine. | Atlético Porteño       | 14 de Junio     | 2 de marzo | 15:30     | Gol TV    |
| Clan Juvenil | 0 - 3 Archivado el 6 de marzo de 2019 en Wayback Machine. | Liga de Portoviejo     | Cancelado       | Cancelado  | Cancelado | Cancelado |

| Liga de Portoviejo     | 2 - 0 Archivado el 14 de marzo de 2019 en Wayback Machine. | Liga de Loja | Reales Tamarindos          | 8 de marzo  | 20:00 | Gol TV |
| Independiente Juniors  | 1 - 0 Archivado el 14 de marzo de 2019 en Wayback Machine. | Clan Juvenil | La Cocha                   | 9 de marzo  | 15:00 | –      |
| Atlético Santo Domingo | 0 - 2 Archivado el 14 de marzo de 2019 en Wayback Machine. | Orense       | Olímpico de Santo Domingo  | 9 de marzo  | 15:00 | –      |
| Gualaceo               | 1 - 2 Archivado el 14 de marzo de 2019 en Wayback Machine. | Santa Rita   | Alejandro Serrano Aguilar  | 9 de marzo  | 16:00 | –      |
| Atlético Porteño       | 0 - 0 Archivado el 14 de marzo de 2019 en Wayback Machine. | Manta        | Monumental Banco Pichincha | 11 de marzo | 17:00 | Gol TV |

| Liga de Loja          | 1 - 2 Archivado el 18 de marzo de 2019 en Wayback Machine. | Orense                 | Reina del Cisne   | 15 de marzo | 19:30 | Gol TV |
| Independiente Juniors | 1 - 0 Archivado el 19 de marzo de 2019 en Wayback Machine. | Atlético Porteño       | La Cocha          | 16 de marzo | 15:00 | Gol TV |
| Clan Juvenil          | 0 - 2 Archivado el 19 de marzo de 2019 en Wayback Machine. | Gualaceo               | General Rumiñahui | 16 de marzo | 15:00 | –      |
| Santa Rita            | 0 - 0 Archivado el 19 de marzo de 2019 en Wayback Machine. | Atlético Santo Domingo | 14 de Junio       | 16 de marzo | 15:30 | –      |
| Manta                 | 0 - 0 Archivado el 19 de marzo de 2019 en Wayback Machine. | Liga de Portoviejo     | Jocay             | 16 de marzo | 16:00 | –      |

| Liga de Loja           | 3 - 0 Archivado el 1 de abril de 2019 en Wayback Machine. | Clan Juvenil          | Reina del Cisne           | 29 de marzo | 19:30 | –      |
| Liga de Portoviejo     | 1 - 1 Archivado el 1 de abril de 2019 en Wayback Machine. | Atlético Porteño      | Reales Tamarindos         | 29 de marzo | 20:00 | Gol TV |
| Atlético Santo Domingo | 1 - 3 Archivado el 1 de abril de 2019 en Wayback Machine. | Independiente Juniors | Olímpico de Santo Domingo | 30 de marzo | 15:00 | –      |
| Orense                 | 2 - 3 Archivado el 1 de abril de 2019 en Wayback Machine. | Santa Rita            | 9 de Mayo                 | 30 de marzo | 16:00 | Gol TV |
| Gualaceo               | 1 - 1 Archivado el 1 de abril de 2019 en Wayback Machine. | Manta                 | Gerardo León Pozo         | 31 de marzo | 16:00 | –      |

| Manta                 | 3 - 2 Archivado el 7 de abril de 2019 en Wayback Machine. | Atlético Santo Domingo | Jocay                      | 6 de abril | 15:00 | –      |
| Independiente Juniors | 0 - 1 Archivado el 7 de abril de 2019 en Wayback Machine. | Liga de Portoviejo     | La Cocha                   | 6 de abril | 15:00 | –      |
| Clan Juvenil          | 0 - 2 Archivado el 7 de abril de 2019 en Wayback Machine. | Orense                 | General Rumiñahui          | 6 de abril | 15:00 | –      |
| Santa Rita            | 2 - 0 Archivado el 7 de abril de 2019 en Wayback Machine. | Liga de Loja           | 14 de Junio                | 6 de abril | 15:30 | Gol TV |
| Atlético Porteño      | 0 - 0 Archivado el 8 de abril de 2019 en Wayback Machine. | Gualaceo               | Monumental Banco Pichincha | 7 de abril | 10:00 | Gol TV |

| Liga de Loja           | 0 - 2 Archivado el 16 de abril de 2019 en Wayback Machine. | Manta                 | Reina del Cisne           | 12 de abril | 19:30 | –      |
| Liga de Portoviejo     | 0 - 1 Archivado el 16 de abril de 2019 en Wayback Machine. | Santa Rita            | Reales Tamarindos         | 12 de abril | 20:00 | Gol TV |
| Atlético Santo Domingo | 2 - 0 Archivado el 16 de abril de 2019 en Wayback Machine. | Clan Juvenil          | Olímpico de Santo Domingo | 13 de abril | 15:00 | –      |
| Orense                 | 2 - 1 Archivado el 16 de abril de 2019 en Wayback Machine. | Atlético Porteño      | 9 de Mayo                 | 13 de abril | 16:00 | Gol TV |
| Gualaceo               | 0 - 1 Archivado el 16 de abril de 2019 en Wayback Machine. | Independiente Juniors | Gerardo León Pozo         | 14 de abril | 16:00 | –      |

| Liga de Portoviejo    | 1 - 1 Archivado el 22 de abril de 2019 en Wayback Machine. | Gualaceo               | Reales Tamarindos          | 19 de abril | 20:00 | –      |
| Independiente Juniors | 3 - 1 Archivado el 22 de abril de 2019 en Wayback Machine. | Liga de Loja           | La Cocha                   | 20 de abril | 15:00 | –      |
| Manta                 | 0 - 1 Archivado el 22 de abril de 2019 en Wayback Machine. | Orense                 | Jocay                      | 20 de abril | 15:00 | –      |
| Santa Rita            | 3 - 2 Archivado el 22 de abril de 2019 en Wayback Machine. | Clan Juvenil           | 14 de Junio                | 20 de abril | 15:30 | Gol TV |
| Atlético Porteño      | 2 - 1 Archivado el 24 de abril de 2019 en Wayback Machine. | Atlético Santo Domingo | Monumental Banco Pichincha | 22 de abril | 16:00 | Gol TV |

| Liga de Loja           | 0 - 1 Archivado el 28 de abril de 2019 en Wayback Machine. | Gualaceo              | Reina del Cisne           | 26 de abril | 19:30 | –      |
| Atlético Santo Domingo | 0 - 0 Archivado el 28 de abril de 2019 en Wayback Machine. | Liga de Portoviejo    | Olímpico de Santo Domingo | 27 de abril | 15:00 | –      |
| Santa Rita             | 2 - 1 Archivado el 28 de abril de 2019 en Wayback Machine. | Manta                 | 14 de Junio               | 27 de abril | 15:30 | –      |
| Orense                 | 1 - 2 Archivado el 28 de abril de 2019 en Wayback Machine. | Independiente Juniors | 9 de Mayo                 | 27 de abril | 16:00 | Gol TV |
| Clan Juvenil           | 0 - 1 Archivado el 2 de mayo de 2019 en Wayback Machine.   | Atlético Porteño      | General Rumiñahui         | 28 de abril | 15:00 | Gol TV |

| Liga de Portoviejo    | 1 - 1 Archivado el 7 de mayo de 2019 en Wayback Machine. | Orense                 | Reales Tamarindos          | 3 de mayo | 20:00 | Gol TV |
| Independiente Juniors | 1 - 0 Archivado el 7 de mayo de 2019 en Wayback Machine. | Santa Rita             | La Cocha                   | 4 de mayo | 12:00 | –      |
| Manta                 | 5 - 1 Archivado el 7 de mayo de 2019 en Wayback Machine. | Clan Juvenil           | Jocay                      | 4 de mayo | 15:00 | –      |
| Gualaceo              | 1 - 2 Archivado el 7 de mayo de 2019 en Wayback Machine. | Atlético Santo Domingo | Gerardo León Pozo          | 5 de mayo | 16:00 | –      |
| Atlético Porteño      | 3 - 0 Archivado el 7 de mayo de 2019 en Wayback Machine. | Liga de Loja           | Monumental Banco Pichincha | 6 de mayo | 16:00 | Gol TV |

| Orense                 | 1 - 0 Archivado el 13 de mayo de 2019 en Wayback Machine. | Liga de Portoviejo    | 9 de Mayo                 | 10 de mayo | 15:00 | Gol TV |
| Atlético Santo Domingo | 1 - 0 Archivado el 15 de mayo de 2019 en Wayback Machine. | Gualaceo              | Olímpico de Santo Domingo | 11 de mayo | 15:00 | –      |
| Clan Juvenil           | 0 - 3 Archivado el 15 de mayo de 2019 en Wayback Machine. | Manta                 | General Rumiñahui         | 11 de mayo | 15:00 | –      |
| Santa Rita             | 1 - 0 Archivado el 15 de mayo de 2019 en Wayback Machine. | Independiente Juniors | 14 de Junio               | 11 de mayo | 15:30 | Gol TV |
| Liga de Loja           | 3 - 3 Archivado el 16 de mayo de 2019 en Wayback Machine. | Atlético Porteño      | Reina del Cisne           | 12 de mayo | 16:00 | –      |

| Independiente Juniors | 1 - 0 Archivado el 21 de mayo de 2019 en Wayback Machine. | Orense                 | La Cocha                   | 18 de mayo | 11:45 | Gol TV |
| Manta                 | 0 - 0 Archivado el 21 de mayo de 2019 en Wayback Machine. | Santa Rita             | Jocay                      | 18 de mayo | 15:00 | –      |
| Liga de Portoviejo    | 0 - 0 Archivado el 23 de mayo de 2019 en Wayback Machine. | Atlético Santo Domingo | Reales Tamarindos          | 18 de mayo | 20:00 | –      |
| Atlético Porteño      | 2 - 0 Archivado el 22 de mayo de 2019 en Wayback Machine. | Clan Juvenil           | Monumental Banco Pichincha | 19 de mayo | 11:00 | Gol TV |
| Gualaceo              | 0 - 0 Archivado el 23 de mayo de 2019 en Wayback Machine. | Liga de Loja           | Gerardo León Pozo          | 19 de mayo | 16:00 | –      |

| Atlético Santo Domingo | 2 - 1 Archivado el 30 de mayo de 2019 en Wayback Machine. | Atlético Porteño      | Olímpico de Santo Domingo | 24 de mayo | 14:30 | Gol TV |
| Gualaceo               | 0 - 0 Archivado el 2 de junio de 2019 en Wayback Machine. | Liga de Portoviejo    | Gerardo León Pozo         | 25 de mayo | 12:30 | Gol TV |
| Clan Juvenil           | 0 - 0 Archivado el 1 de junio de 2019 en Wayback Machine. | Santa Rita            | General Rumiñahui         | 25 de mayo | 15:00 | –      |
| Liga de Loja           | 1 - 3 Archivado el 8 de junio de 2019 en Wayback Machine. | Independiente Juniors | Reina del Cisne           | 25 de mayo | 16:00 | –      |
| Orense                 | 1 - 1 Archivado el 7 de junio de 2019 en Wayback Machine. | Manta                 | 9 de Mayo                 | 26 de mayo | 15:00 | –      |

| Santa Rita            | 1 - 1 Archivado el 8 de junio de 2019 en Wayback Machine. | Liga de Portoviejo     | 14 de Junio           | 1 de junio | 15:00 | Gol TV |
| Independiente Juniors | 2 - 1 Archivado el 8 de junio de 2019 en Wayback Machine. | Gualaceo               | La Cocha              | 1 de junio | 16:00 | –      |
| Manta                 | 2 - 1 Archivado el 8 de junio de 2019 en Wayback Machine. | Liga de Loja           | Jocay                 | 2 de junio | 15:00 | –      |
| Atlético Porteño      | 0 - 0 Archivado el 8 de junio de 2019 en Wayback Machine. | Orense                 | Arenas de Samborondón | 2 de junio | 15:00 | –      |
| Clan Juvenil          | 0 - 1 Archivado el 8 de junio de 2019 en Wayback Machine. | Atlético Santo Domingo | General Rumiñahui     | 2 de junio | 15:00 | Gol TV |

| Liga de Loja           | 0 - 0 Archivado el 20 de junio de 2019 en Wayback Machine. | Santa Rita            | Reina del Cisne           | 7 de junio | 19:30 | –      |
| Liga de Portoviejo     | 2 - 0 Archivado el 20 de junio de 2019 en Wayback Machine. | Independiente Juniors | Reales Tamarindos         | 7 de junio | 20:00 | Gol TV |
| Orense                 | 5 - 0 Archivado el 21 de junio de 2019 en Wayback Machine. | Clan Juvenil          | 9 de Mayo                 | 8 de junio | 15:00 | Gol TV |
| Atlético Santo Domingo | 2 - 1 Archivado el 23 de junio de 2019 en Wayback Machine. | Manta                 | Olímpico de Santo Domingo | 8 de junio | 15:00 | –      |
| Gualaceo               | 1 - 2 Archivado el 22 de junio de 2019 en Wayback Machine. | Atlético Porteño      | Gerardo León Pozo         | 9 de junio | 16:00 | –      |

| Santa Rita            | 1 - 1 Archivado el 25 de junio de 2019 en Wayback Machine. | Orense                 | 14 de Junio           | 15 de junio | 15:00 | Gol TV |
| Clan Juvenil          | 0 - 3 Archivado el 25 de junio de 2019 en Wayback Machine. | Liga de Loja           | General Rumiñahui     | 15 de junio | 15:00 | –      |
| Manta                 | 2 - 1 Archivado el 25 de junio de 2019 en Wayback Machine. | Gualaceo               | Jocay                 | 15 de junio | 16:00 | –      |
| Independiente Juniors | 2 - 1 Archivado el 25 de junio de 2019 en Wayback Machine. | Atlético Santo Domingo | La Cocha              | 16 de junio | 14:30 | Gol TV |
| Atlético Porteño      | 1 - 1 Archivado el 25 de junio de 2019 en Wayback Machine. | Liga de Portoviejo     | Arenas de Samborondón | 18 de junio | 15:00 | –      |

| Orense                 | 4 - 0 Archivado el 25 de junio de 2019 en Wayback Machine. | Liga de Loja          | 9 de Mayo                  | 22 de junio | 15:00 | –      |
| Atlético Santo Domingo | 0 - 1 Archivado el 29 de junio de 2019 en Wayback Machine. | Santa Rita            | Olímpico de Santo Domingo  | 23 de junio | 14:00 | Gol TV |
| Gualaceo               | 3 - 0 Archivado el 29 de junio de 2019 en Wayback Machine. | Clan Juvenil          | Gerardo León Pozo          | 23 de junio | 16:00 | –      |
| Atlético Porteño       | 0 - 0 Archivado el 29 de junio de 2019 en Wayback Machine. | Independiente Juniors | Monumental Banco Pichincha | 24 de junio | 16:00 | Gol TV |
| Liga de Portoviejo     | 0 - 1 Archivado el 29 de junio de 2019 en Wayback Machine. | Manta                 | Reales Tamarindos          | 24 de junio | 20:00 | –      |

| Orense       | 1 - 0 Archivado el 3 de julio de 2019 en Wayback Machine. | Atlético Santo Domingo | 9 de Mayo   | 28 de junio     | 15:00 | –      |
| Clan Juvenil | 2 - 5 Archivado el 3 de julio de 2019 en Wayback Machine. | Independiente Juniors  | 29 de junio |                 | 15:00 | –      |
| Manta        | 1 - 0 Archivado el 3 de julio de 2019 en Wayback Machine. | Atlético Porteño       | 29 de junio | Jocay           | 16:00 | –      |
| Liga de Loja | 1 - 2 Archivado el 3 de julio de 2019 en Wayback Machine. | Liga de Portoviejo     | 29 de junio | Reina del Cisne | 19:30 | Gol TV |
| Santa Rita   | 1 - 1 Archivado el 3 de julio de 2019 en Wayback Machine. | Gualaceo               | 14 de Junio | 30 de junio     | 14:00 | Gol TV |

| Liga de Portoviejo     | 4 - 0 Archivado el 16 de julio de 2019 en Wayback Machine. | Clan Juvenil | Reales Tamarindos          | 13 de julio | 12:30 | Gol TV |
| Gualaceo               | 1 - 0 Archivado el 16 de julio de 2019 en Wayback Machine. | Orense       | Gerardo León Pozo          | 13 de julio | 16:00 | –      |
| Atlético Santo Domingo | 1 - 0 Archivado el 16 de julio de 2019 en Wayback Machine. | Liga de Loja | Olímpico de Santo Domingo  | 14 de julio | 14:00 | –      |
| Independiente Juniors  | 2 - 2 Archivado el 16 de julio de 2019 en Wayback Machine. | Manta        | La Cocha                   | 14 de julio | 14:05 | –      |
| Atlético Porteño       | 0 - 2 Archivado el 18 de julio de 2019 en Wayback Machine. | Santa Rita   | Monumental Banco Pichincha | 16 de julio | 16:00 | Gol TV |

## Segunda etapa

### Clasificación
| Pos. | Equipo                 | Pts. | PJ | G | E | P  | GF | GC | Dif. |  |
| ---- | ---------------------- | ---- | -- | - | - | -- | -- | -- | ---- |  |
| 1    | Orense                 | 34   | 18 | 9 | 7 | 2  | 29 | 14 | +15  |  |
| 2    | Liga de Portoviejo     | 32   | 18 | 8 | 8 | 2  | 30 | 14 | +16  |  |
| 3    | Gualaceo               | 32   | 18 | 9 | 6 | 3  | 20 | 10 | +10  |  |
| 4    | Manta                  | 28   | 18 | 8 | 4 | 6  | 23 | 17 | +6   |  |
| 5    | Independiente Juniors  | 27   | 18 | 7 | 6 | 5  | 21 | 15 | +6   |  |
| 6    | Santa Rita             | 24   | 18 | 6 | 7 | 5  | 19 | 12 | +7   |  |
| 7    | Atlético Porteño       | 19   | 18 | 5 | 4 | 9  | 19 | 20 | −1   |  |
| 8    | Atlético Santo Domingo | 17   | 18 | 4 | 5 | 9  | 14 | 21 | −7   |  |
| 9    | Liga de Loja           | 16   | 18 | 4 | 5 | 9  | 15 | 31 | −16  |  |
| 10   | Clan Juvenil           | 4    | 18 | 3 | 2 | 13 | 7  | 41 | −34  |  |

 Fuente: LigaPro
Notas:
1. ↑  Gualaceo fue sancionado con la pérdida de 1 punto debido al incumplimiento de roles de pago y/o planillas de aportes al IESS del mes de septiembre.[24]
2. ↑  Santa Rita fue sancionado con la pérdida de 1 punto debido al incumplimiento de roles de pago y/o planillas de aportes al IESS del mes de mayo.[25][24]
3. ↑  Liga de Loja fue sancionado con la pérdida de 1 punto debido al incumplimiento de roles de pago y/o planillas de aportes al IESS del mes de septiembre.[24]
4. ↑  Al Club Clan Juvenil se le restaron 7 puntos, de los cuales 6 fueron debido al incumplimiento en la entrega de roles de pago y/o planillas de aportes al IESS de los meses de marzo, abril y mayo[25] y 1 por el mes de junio.[26] Además por problemas administrativos y económicos perdió la categoría.[27][28][29]

|  | Perdió la categoría. |

### Evolución de la clasificación
| Equipo                 | 01 | 02 | 03 | 04 | 05 | 06 | 07 | 08 | 09 | 10 | 11 | 12 | 13 | 14 | 15 | 16 | 17 | 18 |
| ---------------------- | -- | -- | -- | -- | -- | -- | -- | -- | -- | -- | -- | -- | -- | -- | -- | -- | -- | -- |
| Orense                 | 4  | 2  | 2  | 5  | 4  | 4  | 3  | 3  | 2  | 2  | 2  | 4  | 2  | 2  | 2  | 1  | 1  | 1  |
| Liga de Portoviejo     | 3  | 1  | 1  | 3  | 3  | 2  | 2  | 2  | 3  | 3  | 4  | 3  | 4  | 3  | 3  | 2  | 2  | 2  |
| Gualaceo               | 6  | 3  | 4  | 1  | 1  | 3  | 4  | 4  | 4  | 4  | 3  | 2  | 3  | 4  | 4  | 4  | 3  | 3  |
| Manta                  | 1  | 5  | 6  | 2  | 2  | 1  | 1  | 1  | 1  | 1  | 1  | 1  | 1  | 1  | 1  | 3  | 4  | 4  |
| Independiente Juniors  | 10 | 4  | 5  | 6  | 6  | 8  | 9  | 6  | 9  | 9  | 5  | 5  | 5  | 5  | 5  | 5  | 5  | 5  |
| Santa Rita             | 2  | 6  | 3  | 4  | 5  | 5  | 5  | 7  | 5  | 6  | 7  | 6  | 6  | 6  | 6  | 6  | 6  | 6  |
| Atlético Porteño       | 5  | 7  | 9  | 10 | 8  | 9  | 6  | 8  | 6  | 5  | 6  | 7  | 8  | 9  | 8  | 8  | 9  | 7  |
| Atlético Santo Domingo | 9  | 10 | 8  | 7  | 7  | 6  | 7  | 9  | 7  | 7  | 8  | 8  | 7  | 7  | 9  | 9  | 7  | 8  |
| Liga de Loja           | 7  | 8  | 7  | 8  | 9  | 7  | 8  | 5  | 8  | 8  | 9  | 9  | 9  | 8  | 7  | 7  | 8  | 9  |
| Clan Juvenil           | 8  | 9  | 10 | 9  | 10 | 10 | 10 | 10 | 10 | 10 | 10 | 10 | 10 | 10 | 10 | 10 | 10 | 10 |

### Resultados
- Los horarios corresponden al huso horario de Ecuador: (UTC-5).

| Manta        | 1 - 0 Archivado el 23 de julio de 2019 en Wayback Machine. | Independiente Juniors  | Jocay             | 19 de julio | 16:00 | –      |
| Liga de Loja | 0 - 0 Archivado el 23 de julio de 2019 en Wayback Machine. | Gualaceo               | Reina del Cisne   | 19 de julio | 19:30 | –      |
| Orense       | 2 - 2 Archivado el 23 de julio de 2019 en Wayback Machine. | Liga de Portoviejo     | 9 de Mayo         | 20 de julio | 11:30 | Gol TV |
| Clan Juvenil | 1 - 1 Archivado el 23 de julio de 2019 en Wayback Machine. | Atlético Porteño       | General Rumiñahui | 20 de julio | 15:00 | –      |
| Santa Rita   | 2 - 1 Archivado el 23 de julio de 2019 en Wayback Machine. | Atlético Santo Domingo | 14 de Junio       | 21 de julio | 11:30 | Gol TV |

| Independiente Juniors  | 1 - 0 Archivado el 31 de julio de 2019 en Wayback Machine. | Santa Rita   | La Cocha                   | 27 de julio | 12:30 | Gol TV |
| Atlético Santo Domingo | 0 - 2 Archivado el 31 de julio de 2019 en Wayback Machine. | Clan Juvenil | Olímpico de Santo Domingo  | 27 de julio | 15:00 | –      |
| Liga de Portoviejo     | 6 - 1 Archivado el 31 de julio de 2019 en Wayback Machine. | Liga de Loja | Reales Tamarindos          | 28 de julio | 11:30 | Gol TV |
| Gualaceo               | 2 - 0 Archivado el 31 de julio de 2019 en Wayback Machine. | Manta        | Gerardo León Pozo          | 28 de julio | 16:00 | –      |
| Atlético Porteño       | 0 - 2 Archivado el 31 de julio de 2019 en Wayback Machine. | Orense       | Monumental Banco Pichincha | 29 de julio | 15:00 | –      |

| Liga de Loja           | 1 - 1 Archivado el 10 de agosto de 2019 en Wayback Machine. | Orense                | Reina del Cisne           | 2 de agosto | 18:00 | Gol TV |
| Clan Juvenil           | 0 - 0 Archivado el 10 de agosto de 2019 en Wayback Machine. | Gualaceo              | General Rumiñahui         | 3 de agosto | 15:00 | –      |
| Atlético Santo Domingo | 0 - 0 Archivado el 10 de agosto de 2019 en Wayback Machine. | Independiente Juniors | Olímpico de Santo Domingo | 3 de agosto | 15:30 | –      |
| Manta                  | 1 - 1 Archivado el 10 de agosto de 2019 en Wayback Machine. | Liga de Portoviejo    | Jocay                     | 4 de agosto | 11:00 | Gol TV |
| Santa Rita             | 2 - 0 Archivado el 10 de agosto de 2019 en Wayback Machine. | Atlético Porteño      | 14 de Junio               | 4 de agosto | 15:30 | –      |

| Liga de Loja       | 1 - 2 Archivado el 21 de agosto de 2019 en Wayback Machine. | Clan Juvenil           | Reina del Cisne   | 9 de agosto  | 19:30 | –      |
| Orense             | 0 - 1 Archivado el 21 de agosto de 2019 en Wayback Machine. | Manta                  | 9 de Mayo         | 10 de agosto | 10:00 | Gol TV |
| Liga de Portoviejo | 0 - 0 Archivado el 21 de agosto de 2019 en Wayback Machine. | Santa Rita             | Reales Tamarindos | 10 de agosto | 19:30 | Gol TV |
| Atlético Porteño   | 1 - 2 Archivado el 21 de agosto de 2019 en Wayback Machine. | Atlético Santo Domingo | Pablo Sandiford   | 11 de agosto | 15:30 | –      |
| Gualaceo           | 1 - 0 Archivado el 21 de agosto de 2019 en Wayback Machine. | Independiente Juniors  | Gerardo León Pozo | 11 de agosto | 16:00 | –      |

| Manta                  | 4 - 1 Archivado el 22 de agosto de 2019 en Wayback Machine. | Liga de Loja       | Jocay                     | 17 de agosto | 11:00 | Gol TV |
| Santa Rita             | 1 - 2 Archivado el 22 de agosto de 2019 en Wayback Machine. | Gualaceo           | 14 de Junio               | 17 de agosto | 15:00 | –      |
| Clan Juvenil           | 1 - 3 Archivado el 22 de agosto de 2019 en Wayback Machine. | Liga de Portoviejo | General Rumiñahui         | 17 de agosto | 15:30 | –      |
| Atlético Santo Domingo | 1 - 2 Archivado el 22 de agosto de 2019 en Wayback Machine. | Orense             | Olímpico de Santo Domingo | 17 de agosto | 15:30 | –      |
| Independiente Juniors  | 2 - 3 Archivado el 22 de agosto de 2019 en Wayback Machine. | Atlético Porteño   | La Cocha                  | 18 de agosto | 10:45 | Gol TV |

| Orense             | 4 - 0 Archivado el 31 de octubre de 2019 en Wayback Machine.   | Clan Juvenil           | 9 de Mayo         | 24 de agosto | 11:00 | Gol TV |
| Liga de Loja       | 2 - 1 Archivado el 8 de noviembre de 2019 en Wayback Machine.  | Santa Rita             | Reina del Cisne   | 25 de agosto | 10:00 | Gol TV |
| Liga de Portoviejo | 2 - 1 Archivado el 1 de noviembre de 2019 en Wayback Machine.  | Independiente Juniors  | Reales Tamarindos | 25 de agosto | 15:00 | –      |
| Atlético Porteño   | 1 - 2 Archivado el 4 de noviembre de 2019 en Wayback Machine.  | Manta                  | Pablo Sandiford   | 25 de agosto | 15:30 | –      |
| Gualaceo           | 0 - 0 Archivado el 14 de noviembre de 2019 en Wayback Machine. | Atlético Santo Domingo | Gerardo León Pozo | 25 de agosto | 16:00 | –      |

| Independiente Juniors  | 1 - 1 Archivado el 9 de septiembre de 2019 en Wayback Machine. | Liga de Loja       | La Cocha                  | 31 de agosto    | 10:30 | Gol TV |
| Clan Juvenil           | 0 - 1 Archivado el 9 de septiembre de 2019 en Wayback Machine. | Manta              | General Rumiñahui         | 31 de agosto    | 15:30 | –      |
| Atlético Santo Domingo | 0 - 0 Archivado el 9 de septiembre de 2019 en Wayback Machine. | Liga de Portoviejo | Olímpico de Santo Domingo | 31 de agosto    | 15:30 | –      |
| Santa Rita             | 1 - 1 Archivado el 9 de septiembre de 2019 en Wayback Machine. | Orense             | 14 de Junio               | 1 de septiembre | 11:00 | Gol TV |
| Atlético Porteño       | 1 - 0 Archivado el 9 de septiembre de 2019 en Wayback Machine. | Gualaceo           | Pablo Sandiford           | 1 de septiembre | 15:30 | –      |

| Manta              | 2 - 0 (enlace roto disponible en Internet Archive; véase el historial, la primera versión y la última). | Santa Rita             | Jocay             | 7 de septiembre | 11:00 | –      |
| Orense             | 3 - 1 (enlace roto disponible en Internet Archive; véase el historial, la primera versión y la última). | Gualaceo               | 9 de Mayo         | 7 de septiembre | 15:00 | Gol TV |
| Liga de Portoviejo | 1 - 0 Archivado el 7 de noviembre de 2019 en Wayback Machine.                                           | Atlético Porteño       | Reales Tamarindos | 8 de septiembre | 16:00 | Gol TV |
| Clan Juvenil       | 0 - 4 (enlace roto disponible en Internet Archive; véase el historial, la primera versión y la última). | Independiente Juniors  | General Rumiñahui | 9 de septiembre | 15:30 | –      |
| Liga de Loja       | 1 - 0 (enlace roto disponible en Internet Archive; véase el historial, la primera versión y la última). | Atlético Santo Domingo | Reina del Cisne   | 9 de septiembre | 19:30 | –      |

| Santa Rita             | 4 - 0 Archivado el 16 de septiembre de 2019 en Wayback Machine. | Clan Juvenil       | 14 de Junio               | 14 de septiembre | 10:45 | Gol TV |
| Independiente Juniors  | 1 - 3 Archivado el 16 de septiembre de 2019 en Wayback Machine. | Orense             | La Cocha                  | 15 de septiembre | 10:00 | Gol TV |
| Atlético Santo Domingo | 2 - 1 Archivado el 24 de septiembre de 2019 en Wayback Machine. | Manta              | Olímpico de Santo Domingo | 15 de septiembre | 12:45 | –      |
| Atlético Porteño       | 1 - 0 Archivado el 24 de septiembre de 2019 en Wayback Machine. | Liga de Loja       | Pablo Sandiford           | 15 de septiembre | 15:30 | –      |
| Gualaceo               | 0 - 0 Archivado el 24 de septiembre de 2019 en Wayback Machine. | Liga de Portoviejo | Gerardo León Pozo         | 15 de septiembre | 16:00 | –      |

| Liga de Loja       | 0 - 0 Archivado el 24 de septiembre de 2019 en Wayback Machine. | Atlético Porteño       | Reina del Cisne   | 20 de septiembre | 19:30 | –      |
| Orense             | 0 - 0 Archivado el 24 de septiembre de 2019 en Wayback Machine. | Independiente Juniors  | 9 de Mayo         | 21 de septiembre | 11:00 | Gol TV |
| Manta              | 0 - 0 Archivado el 25 de septiembre de 2019 en Wayback Machine. | Atlético Santo Domingo | Jocay             | 22 de septiembre | 09:50 | Gol TV |
| Clan Juvenil       | 1 - 0 Archivado el 25 de septiembre de 2019 en Wayback Machine. | Santa Rita             | General Rumiñahui | 22 de septiembre | 15:00 | –      |
| Liga de Portoviejo | 0 - 2 Archivado el 24 de septiembre de 2019 en Wayback Machine. | Gualaceo               | Reales Tamarindos | 22 de septiembre | 15:00 | –      |

| Santa Rita             | 1 - 1 Archivado el 4 de octubre de 2019 en Wayback Machine. | Manta              | 14 de Junio               | 28 de septiembre | 10:00 | Gol TV |
| Atlético Santo Domingo | 1 - 1 Archivado el 4 de octubre de 2019 en Wayback Machine. | Liga de Loja       | Olímpico de Santo Domingo | 28 de septiembre | 15:30 | –      |
| Independiente Juniors  | 2 - 0 Archivado el 4 de octubre de 2019 en Wayback Machine. | Clan Juvenil       | La Cocha                  | 29 de septiembre | 09:50 | Gol TV |
| Atlético Porteño       | 2 - 2 Archivado el 4 de octubre de 2019 en Wayback Machine. | Liga de Portoviejo | Pablo Sandiford           | 29 de septiembre | 15:30 | –      |
| Gualaceo               | 1 - 0 Archivado el 4 de octubre de 2019 en Wayback Machine. | Orense             | Gerardo León Pozo         | 29 de septiembre | 16:00 | –      |

| Liga de Portoviejo | 2 - 0 Archivado el 10 de noviembre de 2019 en Wayback Machine. | Atlético Santo Domingo | Reales Tamarindos | 19 de octubre | 16:00     | –         |
| Gualaceo           | 2 - 1 Archivado el 10 de noviembre de 2019 en Wayback Machine. | Atlético Porteño       | Gerardo León Pozo | 19 de octubre | 16:00     | –         |
| Orense             | 1 - 1 Archivado el 10 de noviembre de 2019 en Wayback Machine. | Santa Rita             | 9 de Mayo         | 20 de octubre | 09:45     | Gol TV    |
| Liga de Loja       | 1 - 2 Archivado el 10 de noviembre de 2019 en Wayback Machine. | Independiente Juniors  | Reina del Cisne   | 20 de octubre | 10:00     | –         |
| Manta              | 3 - 0 Archivado el 14 de noviembre de 2019 en Wayback Machine. | Clan Juvenil           | Cancelado         | Cancelado     | Cancelado | Cancelado |

| Manta                  | 1 - 0 Archivado el 10 de noviembre de 2019 en Wayback Machine. | Atlético Porteño   | Jocay                     | 23 de octubre | 13:45     | Gol TV    |
| Santa Rita             | 3 - 0 Archivado el 10 de noviembre de 2019 en Wayback Machine. | Liga de Loja       | 14 de Junio               | 23 de octubre | 15:00     | –         |
| Independiente Juniors  | 2 - 1 Archivado el 10 de noviembre de 2019 en Wayback Machine. | Liga de Portoviejo | La Cocha                  | 23 de octubre | 15:15     | –         |
| Atlético Santo Domingo | 2 - 0 Archivado el 10 de noviembre de 2019 en Wayback Machine. | Gualaceo           | Olímpico de Santo Domingo | 23 de octubre | 15:30     | –         |
| Clan Juvenil           | 0 - 3 Archivado el 22 de noviembre de 2019 en Wayback Machine. | Orense             | Cancelado                 | Cancelado     | Cancelado | Cancelado |

| Gualaceo           | 0 - 0 Archivado el 30 de octubre de 2019 en Wayback Machine. | Santa Rita             | Gerardo León Pozo | 26 de octubre | 10:30     | Gol TV    |
| Liga de Loja       | 2 - 1 Archivado el 30 de octubre de 2019 en Wayback Machine. | Manta                  | Reina del Cisne   | 27 de octubre | 10:00     | –         |
| Orense             | 3 - 2 Archivado el 30 de octubre de 2019 en Wayback Machine. | Atlético Santo Domingo | 9 de Mayo         | 27 de octubre | 10:30     | Gol TV    |
| Atlético Porteño   | 1 - 1 Archivado el 30 de octubre de 2019 en Wayback Machine. | Independiente Juniors  | Pablo Sandiford   | 27 de octubre | 15:00     | –         |
| Liga de Portoviejo | 3 - 0 Archivado el 30 de octubre de 2019 en Wayback Machine. | Clan Juvenil           | Cancelado         | Cancelado     | Cancelado | Cancelado |

| Manta                  | 0 - 0 Archivado el 31 de octubre de 2019 en Wayback Machine.                                            | Orense             | Jocay                     | 30 de octubre | 10:00     | –         |
| Independiente Juniors  | 0 - 0 Archivado el 31 de octubre de 2019 en Wayback Machine.                                            | Gualaceo           | La Cocha                  | 30 de octubre | 13:00     | Gol TV    |
| Atlético Santo Domingo | 0 - 2 Archivado el 31 de octubre de 2019 en Wayback Machine.                                            | Atlético Porteño   | Olímpico de Santo Domingo | 30 de octubre | 15:00     | –         |
| Santa Rita             | 0 - 0 Archivado el 31 de octubre de 2019 en Wayback Machine.                                            | Liga de Portoviejo | 14 de Junio               | 30 de octubre | 15:30     | Gol TV    |
| Clan Juvenil           | 0 - 3 (enlace roto disponible en Internet Archive; véase el historial, la primera versión y la última). | Liga de Loja       | Cancelado                 | Cancelado     | Cancelado | Cancelado |

| Independiente Juniors | 2 - 0 Archivado el 8 de noviembre de 2019 en Wayback Machine.                                           | Atlético Santo Domingo | La Cocha          | 3 de noviembre | 10:30     | Gol TV    |
| Orense                | 1 - 0 Archivado el 8 de noviembre de 2019 en Wayback Machine.                                           | Liga de Loja           | 9 de Mayo         | 3 de noviembre | 11:00     | –         |
| Atlético Porteño      | 0 - 1 Archivado el 8 de noviembre de 2019 en Wayback Machine.                                           | Santa Rita             | Pablo Sandiford   | 3 de noviembre | 15:30     | –         |
| Liga de Portoviejo    | 2 - 1 Archivado el 8 de noviembre de 2019 en Wayback Machine.                                           | Manta                  | Reales Tamarindos | 4 de noviembre | 19:15     | Gol TV    |
| Gualaceo              | 3 - 0 (enlace roto disponible en Internet Archive; véase el historial, la primera versión y la última). | Clan Juvenil           | Cancelado         | Cancelado      | Cancelado | Cancelado |

| Santa Rita   | 0 - 0 Archivado el 15 de noviembre de 2019 en Wayback Machine.                                          | Independiente Juniors  | 14 de Junio     | 10 de noviembre | 15:30     | Gol TV    |
| Manta        | 2 - 3 Archivado el 15 de noviembre de 2019 en Wayback Machine.                                          | Gualaceo               | Jocay           | 10 de noviembre | 15:30     | Gol TV    |
| Liga de Loja | 0 - 4 Archivado el 15 de noviembre de 2019 en Wayback Machine.                                          | Liga de Portoviejo     | Reina del Cisne | 10 de noviembre | 15:30     | –         |
| Orense       | 2 - 1 Archivado el 15 de noviembre de 2019 en Wayback Machine.                                          | Atlético Porteño       | 9 de Mayo       | 10 de noviembre | 15:30     | –         |
| Clan Juvenil | 0 - 3 (enlace roto disponible en Internet Archive; véase el historial, la primera versión y la última). | Atlético Santo Domingo | Cancelado       | Cancelado       | Cancelado | Cancelado |

| Gualaceo               | 3 - 0 Archivado el 22 de noviembre de 2019 en Wayback Machine. | Liga de Loja | Gerardo León Pozo         | 16 de noviembre | 15:30     | –         |
| Independiente Juniors  | 2 - 1 Archivado el 22 de noviembre de 2019 en Wayback Machine. | Manta        | General Rumiñahui         | 16 de noviembre | 15:30     | –         |
| Atlético Santo Domingo | 0 - 2 Archivado el 22 de noviembre de 2019 en Wayback Machine. | Santa Rita   | Olímpico de Santo Domingo | 16 de noviembre | 15:30     | Gol TV    |
| Liga de Portoviejo     | 1 - 1 Archivado el 22 de noviembre de 2019 en Wayback Machine. | Orense       | Reales Tamarindos         | 27 de noviembre | 15:00     | Gol TV    |
| Atlético Porteño       | 3 - 0 Archivado el 22 de noviembre de 2019 en Wayback Machine. | Clan Juvenil | Cancelado                 | Cancelado       | Cancelado | Cancelado |

## Tabla acumulada

### Clasificación
| Pos. | Equipo                 | Pts. | PJ | G  | E  | P  | GF | GC | Dif. |  |
| ---- | ---------------------- | ---- | -- | -- | -- | -- | -- | -- | ---- |  |
| 1    | Orense                 | 68   | 36 | 19 | 11 | 6  | 57 | 26 | +31  |  |
| 2    | Independiente Juniors  | 66   | 36 | 19 | 9  | 8  | 48 | 29 | +19  |  |
| 3    | Liga de Portoviejo     | 59   | 36 | 14 | 17 | 5  | 49 | 23 | +26  |  |
| 4    | Manta                  | 59   | 36 | 16 | 11 | 9  | 48 | 31 | +17  |  |
| 5    | Santa Rita             | 59   | 36 | 15 | 15 | 6  | 39 | 22 | +17  |  |
| 6    | Gualaceo               | 50   | 36 | 13 | 12 | 11 | 35 | 27 | +8   |  |
| 7    | Atlético Porteño       | 42   | 36 | 10 | 12 | 14 | 35 | 36 | −1   |  |
| 8    | Atlético Santo Domingo | 41   | 36 | 11 | 8  | 17 | 32 | 41 | −9   |  |
| 9    | Liga de Loja           | 28   | 36 | 7  | 8  | 21 | 32 | 63 | −31  |  |
| 10   | Clan Juvenil           | 0    | 36 | 3  | 3  | 30 | 12 | 89 | −77  |  |

 Fuente: LigaPro
Notas:
1. ↑  Santa Rita fue sancionado con la pérdida de 1 punto debido al incumplimiento de roles de pago y/o planillas de aportes al IESS del mes de mayo.[25][24]
2. ↑  Gualaceo fue sancionado con la pérdida de 1 punto debido al incumplimiento de roles de pago y/o planillas de aportes al IESS del mes de septiembre.[24]
3. ↑  Liga de Loja fue sancionado con la pérdida de 1 punto debido al incumplimiento de roles de pago y/o planillas de aportes al IESS del mes de septiembre.[24]
4. ↑  Al Club Clan Juvenil se le restaron 14 puntos, de los cuales 3 fueron debido a una sanción de la Cámara de Mediación y Resolución de Disputas de la FEF,[20] 4 puntos debido al incumplimiento en la entrega de roles y/o planillas de aportes al IESS,[21] 6 puntos por la no presentación de roles de pago de los meses de marzo, abril y mayo[25] y 1 por no presentar roles y/o planillas de aportes al IESS del mes de junio.[26] Además por problemas administrativos y económicos perdió la categoría.[27][28][29]

|  | Clasificados a los play-offs.           |
|  | Descendido a la Segunda Categoría 2020. |
|  | Perdió la categoría.                    |

### Evolución de la clasificación general
| Equipo                 | 19 | 20 | 21 | 22 | 23 | 24 | 25 | 26 | 27 | 28 | 29 | 30 | 31 | 32 | 33 | 34 | 35 | 36 |
| ---------------------- | -- | -- | -- | -- | -- | -- | -- | -- | -- | -- | -- | -- | -- | -- | -- | -- | -- | -- |
| Orense                 | 3  | 2  | 3  | 3  | 2  | 1  | 2  | 2  | 1  | 1  | 1  | 2  | 2  | 1  | 1  | 1  | 1  | 1  |
| Independiente Juniors  | 1  | 1  | 1  | 1  | 1  | 3  | 3  | 3  | 3  | 3  | 3  | 3  | 3  | 3  | 3  | 2  | 2  | 2  |
| Liga de Portoviejo     | 5  | 5  | 5  | 5  | 5  | 5  | 5  | 4  | 5  | 5  | 5  | 4  | 5  | 4  | 4  | 4  | 4  | 3  |
| Manta                  | 4  | 4  | 4  | 4  | 3  | 2  | 1  | 1  | 2  | 2  | 2  | 1  | 1  | 2  | 2  | 3  | 3  | 4  |
| Santa Rita             | 2  | 3  | 2  | 2  | 4  | 4  | 4  | 5  | 4  | 4  | 4  | 5  | 4  | 5  | 5  | 5  | 5  | 5  |
| Gualaceo               | 8  | 8  | 8  | 7  | 6  | 6  | 6  | 6  | 8  | 6  | 6  | 6  | 6  | 6  | 6  | 6  | 6  | 6  |
| Atlético Porteño       | 6  | 6  | 7  | 8  | 8  | 8  | 7  | 7  | 6  | 7  | 7  | 7  | 8  | 8  | 7  | 7  | 8  | 7  |
| Atlético Santo Domingo | 7  | 7  | 6  | 6  | 7  | 7  | 8  | 8  | 7  | 8  | 8  | 8  | 7  | 7  | 8  | 8  | 7  | 8  |
| Liga de Loja           | 9  | 9  | 9  | 9  | 9  | 9  | 9  | 9  | 9  | 9  | 9  | 9  | 9  | 9  | 9  | 9  | 9  | 9  |
| Clan Juvenil           | 10 | 10 | 10 | 10 | 10 | 10 | 10 | 10 | 10 | 10 | 10 | 10 | 10 | 10 | 10 | 10 | 10 | 10 |

### Tabla de resultados cruzados
| Local \ Visitante      | APO | ASD | CLJ | GUA | IJR | LDL | LDP | MAN | ORE | STR |
| ---------------------- | --- | --- | --- | --- | --- | --- | --- | --- | --- | --- |
| Atlético Porteño       | —   | 2–1 | 2–0 | 0–0 | 0–0 | 3–0 | 1–1 | 0–0 | 0–0 | 0–2 |
| Atlético Santo Domingo | 2–1 | —   | 2–0 | 1–0 | 1–3 | 1–0 | 0–0 | 2–1 | 0–2 | 0–1 |
| Clan Juvenil           | 0–1 | 0–1 | —   | 0–2 | 2–5 | 0–3 | 0–3 | 0–3 | 0–2 | 0–0 |
| Gualaceo               | 1–2 | 1–2 | 3–0 | —   | 0–1 | 0–0 | 0–0 | 1–1 | 1–0 | 1–2 |
| Independiente Juniors  | 1–0 | 2–1 | 1–0 | 2–1 | —   | 3–1 | 0–1 | 2–2 | 1–0 | 1–0 |
| Liga de Loja           | 3–3 | 3–2 | 3–0 | 0–1 | 1–3 | —   | 1–2 | 0–2 | 1–2 | 0–0 |
| Liga de Portoviejo     | 1–1 | 0–0 | 4–0 | 1–1 | 2–0 | 2–0 | —   | 0–1 | 1–1 | 0–1 |
| Manta                  | 1–0 | 3–2 | 5–1 | 2–1 | 0–0 | 2–1 | 0–0 | —   | 0–1 | 0–0 |
| Orense                 | 2–1 | 1–0 | 5–0 | 2–0 | 1–2 | 4–0 | 1–0 | 1–1 | —   | 2–3 |
| Santa Rita             | 0–0 | 0–0 | 3–2 | 1–1 | 1–0 | 2–0 | 1–1 | 2–1 | 1–1 | —   |

| Local \ Visitante      | APO | ASD | CLJ | GUA | IJR | LDL | LDP | MAN | ORE | STR |
| ---------------------- | --- | --- | --- | --- | --- | --- | --- | --- | --- | --- |
| Atlético Porteño       | —   | 1–2 | 3–0 | 1–0 | 1–1 | 1–0 | 2–2 | 1–2 | 0–2 | 0–1 |
| Atlético Santo Domingo | 0–2 | —   | 0–2 | 2–0 | 0–0 | 1–1 | 0–0 | 2–1 | 1–2 | 0–2 |
| Clan Juvenil           | 1–1 | 0–3 | —   | 0–0 | 0–4 | 0–3 | 1–3 | 0–1 | 0–3 | 1–0 |
| Gualaceo               | 2–1 | 0–0 | 3–0 | —   | 1–0 | 3–0 | 0–0 | 2–0 | 1–0 | 0–0 |
| Independiente Juniors  | 2–3 | 2–0 | 2–0 | 0–0 | —   | 1–1 | 2–1 | 2–1 | 1–3 | 1–0 |
| Liga de Loja           | 0–0 | 1–0 | 1–2 | 0–0 | 1–2 | —   | 0–4 | 2–1 | 1–1 | 2–1 |
| Liga de Portoviejo     | 1–0 | 2–0 | 3–0 | 0–2 | 2–1 | 6–1 | —   | 2–1 | 1–1 | 0–0 |
| Manta                  | 1–0 | 0–0 | 3–0 | 2–3 | 1–0 | 4–1 | 1–1 | —   | 0–0 | 2–0 |
| Orense                 | 2–1 | 3–2 | 4–0 | 3–1 | 0–0 | 1–0 | 2–2 | 0–1 | —   | 1–1 |
| Santa Rita             | 2–0 | 2–1 | 4–0 | 1–2 | 0–0 | 3–0 | 0–0 | 1–1 | 1–1 | —   |

## Fase final
Para la segunda fase del torneo, las semifinales, clasificaron los mejores cuatro ubicados en la tabla general. Estos cuatro equipos se dividieron en dos llaves: llave A y B, los ubicados del primer (1.er) y segundo (2.°) puesto fueron ubicados respectivamente en dichas llaves, con la ventaja de que el juego de vuelta lo disputaron en condición de local. Los rivales de estos dos equipos salieron de los ubicados tercero (3.er) y cuarto (4.°) puesto, en el orden 1.er vs 4.° y 2.° vs. 3.er respectivamente. Los horarios de los partidos correspondieron al huso horario de Ecuador (UTC-5).
|  | Semifinales        | Semifinales           | Semifinales        | Semifinales        | Semifinales        |   |   | Final                | Final                | Final                | Final                | Final                |  |
|  | 3 y 8 de diciembre | 3 y 8 de diciembre    | 3 y 8 de diciembre | 3 y 8 de diciembre | 3 y 8 de diciembre |   |   | 11 y 14 de diciembre | 11 y 14 de diciembre | 11 y 14 de diciembre | 11 y 14 de diciembre | 11 y 14 de diciembre |  |
|  |                    |                       |                    |                    |                    |   |   |                      |                      |                      |                      |                      |  |
|  |                    |                       |                    |                    |                    |   |   |                      |                      |                      |                      |                      |  |
|  | 1                  | Orense                | 2                  | 2                  | 4                  |   |   |                      |                      |                      |                      |                      |  |
|  | 1                  | Orense                | 2                  | 2                  | 4                  |   |   |                      |                      |                      |                      |                      |  |
|  | 4                  | Manta                 | 2                  | 1                  | 3                  |   |   |                      |                      |                      |                      |                      |  |
|  | 4                  | Manta                 | 2                  | 1                  | 3                  |   | 1 | Orense               | 2                    | 2                    | 4                    |                      |  |
|  |                    |                       |                    |                    |                    |   | 1 | Orense               | 2                    | 2                    | 4                    |                      |  |
|  |                    |                       | 3                  | Liga de Portoviejo | 1                  | 2 | 3 |                      |                      |                      |                      |                      |  |
|  | 2                  | Independiente Juniors | 3                  | Liga de Portoviejo | 1                  | 2 | 3 | 1                    | 0                    | 1                    |                      |                      |  |
|  | 2                  | Independiente Juniors |                    |                    |                    |   |   | 1                    | 0                    | 1                    |                      |                      |  |
|  | 3                  | Liga de Portoviejo    | 2                  | 0                  | 2                  |   |   |                      |                      |                      |                      |                      |  |
|  | 3                  | Liga de Portoviejo    | 2                  | 0                  | 2                  |   |   |                      |                      |                      |                      |                      |  |
|  |                    |                       |                    |                    |                    |   |   |                      |                      |                      |                      |                      |  |

- Nota : El equipo ubicado en la primera línea de cada llave es el que ejerció la localía en el partido de vuelta.

### Semifinales
| 3 de diciembre de 2019, 15:30 | Manta          | 2:2 (0:2)                                     | Orense                       | Estadio Jocay, Manta           |                                |
|                               | García 56' 60' | FEF Reporte LigaPro Reporte Soccerway Reporte | Espinola 25' · Rodríguez 37' | Árbitro(s): Guillermo Guerrero | Árbitro(s): Guillermo Guerrero |

| 8 de diciembre de 2019, 15:30 | Orense                    | 2:1 (1:0) (Global 4:3)                        | Manta      | Estadio 9 de Mayo, Machala |                         |
|                               | Alman 32' · Caicedo 90+3' | FEF Reporte LigaPro Reporte Soccerway Reporte | Bonett 70' | Árbitro(s): Marlon Vera    | Árbitro(s): Marlon Vera |

| 3 de diciembre de 2019, 15:30 | Liga de Portoviejo                | 2:1 (2:0)                                     | Independiente Juniors | Estadio Reales Tamarindos, Portoviejo |                             |
|                               | Quiñónez 26' (pen.) · Laurito 27' | FEF Reporte LigaPro Reporte Soccerway Reporte | Jaramillo 79' (pen.)  | Árbitro(s): Roberto Sánchez           | Árbitro(s): Roberto Sánchez |

| 8 de diciembre de 2019, 15:30 | Independiente Juniors | 0:0 (Global 1:2)                              | Liga de Portoviejo | Estadio General Rumiñahui, Sangolquí |                          |
| |                       | FEF Reporte LigaPro Reporte Soccerway Reporte |                    | Árbitro(s): Óscar Proaño             | Árbitro(s): Óscar Proaño |
| El partido se suspendió durante 1 hora y 50 minutos a los 23 minutos del primer tiempo debido al granizo y fuerte lluvia que cayó sobre el Estadio Rumiñahui. |                       |                                               |                    |                                      |                          |

### Final
| 11 de diciembre de 2019, 15:30 | Liga de Portoviejo | 1:2 (0:2)                                     | Orense                 | Estadio Reales Tamarindos, Portoviejo |                         |
|                                | Laurito 46'        | FEF Reporte LigaPro Reporte Soccerway Reporte | Espinola 7' (pen.) 30' | Árbitro(s): Carlos Orbe               | Árbitro(s): Carlos Orbe |

| 14 de diciembre de 2019, 15:00 | Orense                          | 2:2 (1:1) (Global 4:3)                        | Liga de Portoviejo          | Estadio 9 de Mayo, Machala    |                               |
|                                | Espinola 13' (pen.) · Alman 85' | FEF Reporte LigaPro Reporte Soccerway Reporte | Quiñónez 16' · Ushiña 90+3' | Árbitro(s): José Luis Espinel | Árbitro(s): José Luis Espinel |

|                                                                               |
| Campeón Orense Sporting Club 1.er título Asciende a la Serie A                |
| También asciende Liga Deportiva Universitaria de Portoviejo como vicecampeón. |

## Goleadores
- Actualizado el 31 de agosto de 2019.

| Jugador             | Equipo                 |    | PJ | Promedio | Minutos | Penalti |
| ------------------- | ---------------------- | -- | -- | -------- | ------- | ------- |
| 1. Lucas Di Yorio   | Liga de Portoviejo     | 15 | 15 | 0.91     | 1048    | 2       |
| 2. Luis Espinola    | Orense                 | 11 | 15 | 0.71     | 1343    | 4       |
| 3. Cristhian Cuero  | Manta                  | 10 | 10 | 1.00     | 900     | 0       |
| 4. Alexis Domínguez | Independiente Juniors  | 9  | 13 | 0.69     | 1129    | 1       |
| 5. Arnaldo Gauna    | Atlético Porteño       | 9  | 13 | 0.69     | 1270    | 3       |
| 6. Ángel Ledesma    | Manta                  | 7  | 8  | 0.89     | 700     | 0       |
| 7. Argemiro Vacca   | Gualaceo               | 7  | 9  | 0.78     | 795     | 1       |
| 8. Carlos Soza      | Atlético Santo Domingo | 7  | 12 | 0.58     | 1080    | 0       |
| 9. Federico Laurito | Liga de Portoviejo     | 6  | 4  | 1.50     | 360     | 0       |
| 10. Nixon Molina    | Santa Rita             | 6  | 9  | 0.67     | 910     | 4       |

### Tripletes, Pokers o más
- Actualizado en julio de 2019

| Fecha     | Jugador          | Goles        | Local                 | Resultado | Visitante          |
| --------- | ---------------- | ------------ | --------------------- | --------- | ------------------ |
| 28/7/2019 | Federico Laurito | 0' · 0' · 0' | Liga de Portoviejo    | 6 - 1     | Liga de Loja       |
| 17/8/2019 | Lucas Di Yorio   | 0' · 0' · 0' | Clan Juvenil          | 1 - 3     | Liga de Portoviejo |
| 18/8/2019 | Arnaldo Gauna    | 0' · 0' · 0' | Independiente Juniors | 2 - 3     | Atlético Porteño   |